# Gamochaeta monticola
Gamochaeta monticola là một loài thực vật có hoa trong họ Cúc. Loài này được (Phil. ex Reiche) Cabrera mô tả khoa học đầu tiên năm 1961.